# Адријана Руано
Адријана Руано Олива (шп. Adriana Ruano Oliva; Гватемала 26. јун 1995) гватемалска је спортисткиња и репрезентативка у стрељаштву, специјалност у гађању покретних мета. Такмичила се у трап дисциплини за жене на Летњим олимпијским играма 2020. године. Најпознатија је по освојеној златној медаљи на Олимпијским играма у Паризу 2024. То је била прва златна медаља на Олимпијским играма за спортисте из Гватемале. Погодила је 45 од 50 глинених голубова у финалу, што је нови рекорд на олимпијским играма (претходни је био 43 погођених мета).